# Sigmund Freud
Sigmund Freud (Příbor, 1856. május 6. – London, 1939. szeptember 23.) zsidó származású osztrák neurológus és pszichiáter, a pszichoanalitikus iskola megalapítója.

## Életpályája

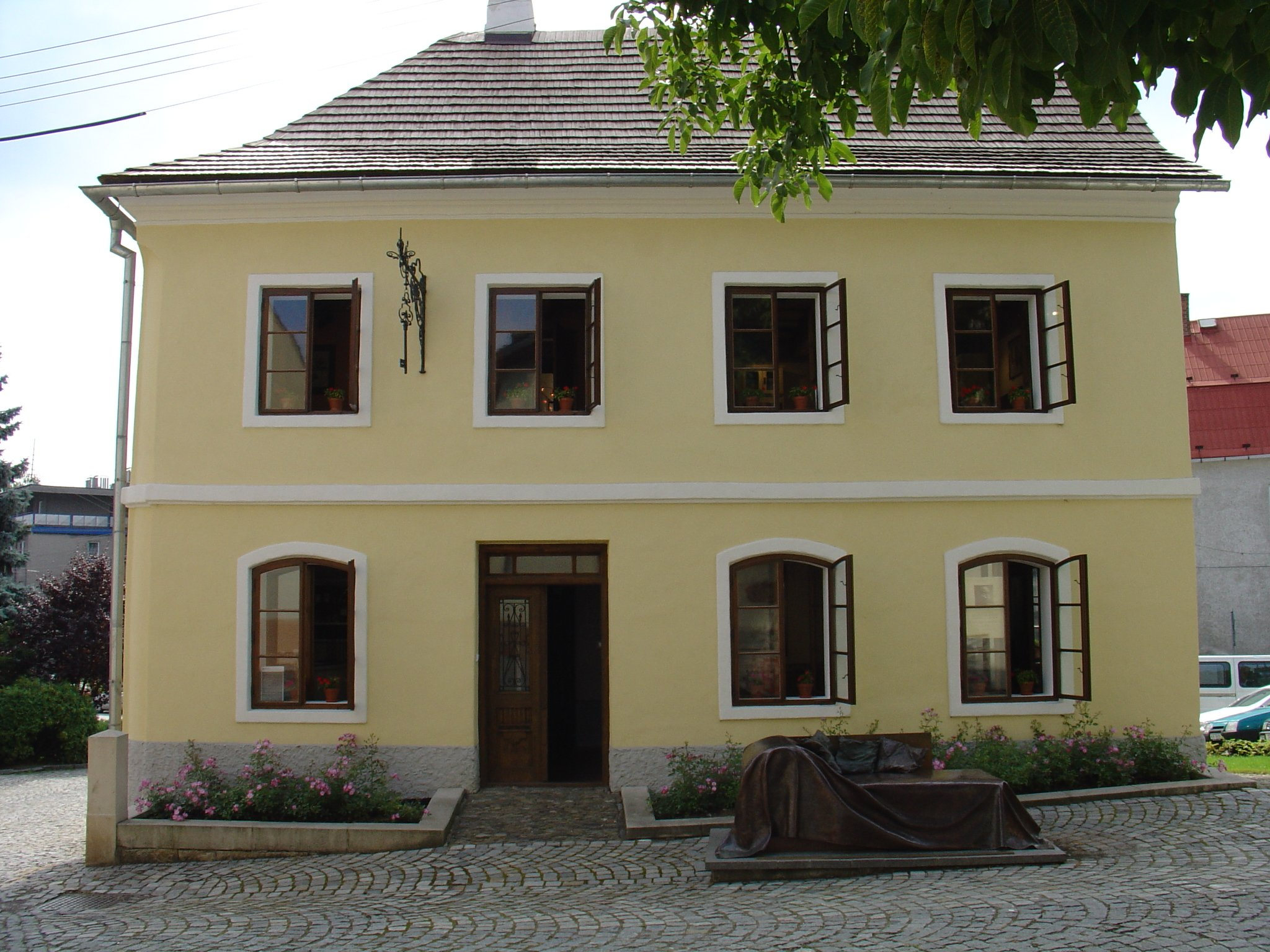
Freud szülőháza Příborban

Sigmund Freud 1856. május 6-án született a morvaországi Freibergben (ma Příbor, Csehország), Jakob Freud textilkereskedő gyermekeként, aki éles eszű, jó humorú kereskedő volt, és szigorú apa. Első házasságából ekkor már két felnőtt fia volt, második házassága gyermektelen volt, a harmadik házasságából Sigmundon kívül hét további gyermek született. Sigmund anyja, Amalia életvidám teremtés volt, férjénél húsz évvel fiatalabb.
Sigmund hároméves volt, amikor 1859-ben a Freud család Lipcsébe költözött, majd egyéves lipcsei tartózkodás után tovább vándorolt, és Bécsben, az akkori Európa egyik legjelentősebb tudományos és kulturális centrumában talált magának végleges lakóhelyet. Az egyre szűkösebb anyagi körülmények közé kerülő szülők mindent elkövettek, hogy Sigmund megfelelő iskolába járhasson, és az őt érdeklő könyvekhez hozzájuthasson, ugyanis Freud ragyogó intellektusa és szerteágazó érdeklődése már ekkor megmutatkozott. Ebben a korban a zsidók karrierlehetőségei meglehetősen szűkösek voltak, és Freud a Bécsi Egyetem orvosi karára nyert felvételt. Orvostanhallgatóként érdeklődése elsősorban az élettan felé fordult, de filozófiai kurzusokat is hallgatott. Az egzisztenciális és asszimilációs szempontok mellett Freud pályaválasztásában szerepe volt romantikus természetfilozófiai érdeklődésének is, amelyet Goethének A természetről szóló esszéje ébresztett fel benne.
A fiziológia mint az élő szervezeten belül lezajló fizikai és kémiai folyamatok egzakt tanulmányozása ekkoriban rohamosan fejlődő tudományág volt, és a bécsi egyetemen olyan neves tudósok képviselték, mint Ernst Brücke, aki már hallgatóként famulusául fogadta az ifjú Freudot. Brücke élettani laboratóriumában az ifjú kutató alsóbbrendű állatok (halak és rákok) idegsejtjeinek szerkezetét tanulmányozta, és ezt a kutatómunkát az orvosi diploma megszerzése után is folytatta egy darabig, apróbb felfedezéseket is téve. 1882-ben azonban úgy döntött, hogy a tudományos kutatói pálya helyett inkább gyakorló orvos lesz. Így került a híres bécsi közkórházba, az Allgemeines Krankenhausba, annak csaknem valamennyi részlegét körbejárva. A leghosszabb időt azonban a kórház idegosztályán, korának kiemelkedő neurológusa, Theodor Meynert mellett töltötte. 1885-ben Freud egyetemi magántanári címet kapott, majd elnyert egy párizsi ösztöndíjat.
Párizsban találkozott a kor híres pszichiáterével, Jean-Martin Charcot-val, aki hipnózis segítségével gyógyított hisztériás betegeket. A hipnózis tanulmányozása segítette hozzá Freudot korszakalkotó tudományos elméletének, a pszichoanalízisnek a kifejlesztéséhez.

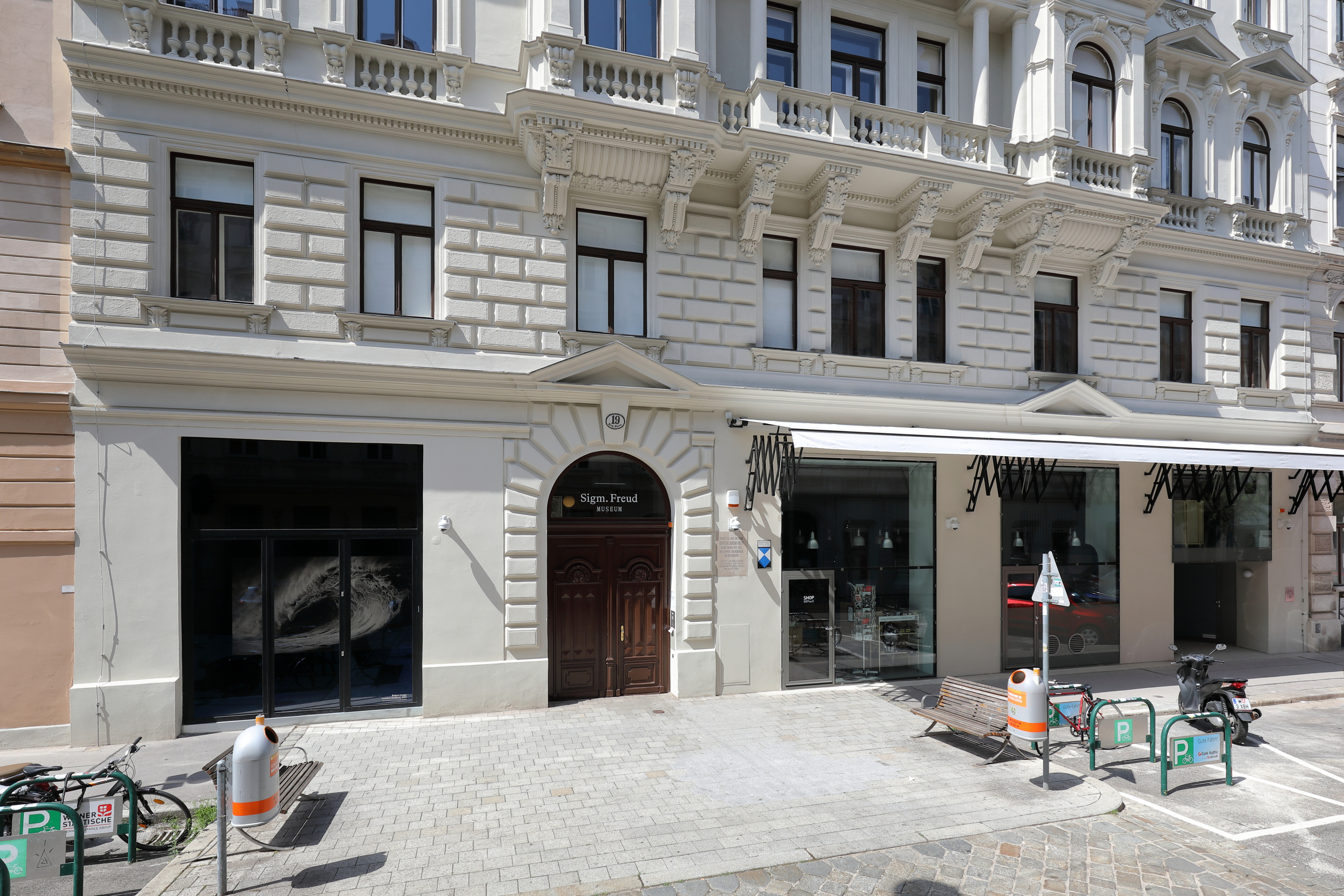
Freud egykori lakhelye Bécsben, a Berggasse 19. alatt (ma múzeum)

Párizsból való visszatérése után, 1886-ban Freud magánorvosi rendelőt nyitott Bécsben. A magántanári cím feljogosította ugyan arra, hogy az egyetemen előadásokat tarthasson – de nem jelentett fizetett állást. Kutatói ambíciói ellenére – egzisztenciális megfontolásokból – inkább a magánpraxist választotta, így 1886-ban végül feleségül vehette a jómódú családból származó Martha Bernayst, akivel már hosszú évek óta jegyben járt. Freudot azonban nem elégítette ki a pusztán pénzkereseti célokat szolgáló orvosi praxis. Tudományos ambícióit a későbbiekben e tevékenység keretében igyekezett megvalósítani.
Barátjával, Josef Breuerrel együtt neurotikus betegekre specializálódva, 1895-ben publikálták a Tanulmányok a hisztériáról című kötetet, melyben bemutatták többek között az egyik páciensük, Anna O. (eredeti nevén Bertha Pappenheim) gyógyításával kapcsolatos tapasztalataikat. Maga Freud azt állította, hogy a pszichoanalízis módszerének felfedezése Breuer érdeme. Ezek után rendkívül termékeny időszak következett Freud életében, számos könyv és előadás jelezte elméletalkotói előrehaladásának állomásait. Az évek során egyre több pszichés jelenséget térképezett fel.
Az 1900-as Álomfejtés című könyvében kifejti nézeteit arról, hogy az álomképek tudattalan tartalmakat szimbolizálnak, és ezek értelmezése révén feltárhatóvá válik a személyiséget mozgató tudattalan dinamika. 1901-es keltezésű könyve A mindennapi élet pszichopatológiája. Az 1912-es Totem és tabuban a vallások eredetéről értekezett.
Freud könyvei és előadásai hírnevet szereztek neki, de nagyon sok ellenséget is, különösen orvos kollégái köréből. Ugyanakkor maga köré vonzott számos kitűnő tanítványt is, akik a későbbiekben kiegészítették, módosították, vagy továbbgondolták teóriáját. Híresebb tanítványai: Carl Gustav Jung, Wilhelm Reich, Erich Fromm, Alfred Adler, Erik H. Erikson, Victor Tausk, Heinz Hartmann, Viktor Frankl, Anna Freud (Freud lánya) és a magyar Ferenczi Sándor.
Sajnálatos módon Freud nehezen viselte, ha tanítványai egy jottányit is eltértek az ő nézeteitől (noha ezáltal jelentékenyen hozzájárultak a pszichoanalízis fejlődéséhez és gyakorlati alkalmazásához). Emiatt kényszerült szakításra legtehetségesebb tanítványával és közeli barátjával, Junggal is, aki később önálló analitikus irányzatot alapított.
Freud nyolc évtizeden át, majdnem egészen a második világháború kezdetéig élt Bécsben, amikor 1938-ban, Ausztria német megszállása után külföldi barátainak sikerült elérniük, hogy a náci hatóságok az idős és súlyos beteg Freudot és szűkebb családját kiengedjék Bécsből. A család Londonba emigrált. Freud ekkor már húsz éve szenvedett állkapocsrákban, számtalan műtéten és rendkívül sok szenvedésen és fájdalmon volt túl. Egy évre rá, 1939. szeptember 23-án Londonban halt meg a 20. század egyik legnagyobb hatású gondolkodójaként.
Freud neve szorosan összefonódott Béccsel. Az ide látogató turista ma megtekintheti a Freud-múzeumot a Berggasse 19-ben, Freud egykori lakóhelyén, utána elsétálhat a közeli Freud-parkba, és megnézheti Freud mellszobrát és fekete gránit sírját is. Az euró bevezetéséig az ötven schillinges bankjegyen is Freud portréja volt látható.
Kétségtelen, hogy Freud roppant eredeti gondolkodású, rendkívüli kreativitással rendelkező férfiú volt, aki egymástól látszólag igen távol eső problémákat és jelenségeket tudott összekapcsolni. Különös képességgel rendelkezett ahhoz, hogy az általa megfigyelt, elszigetelt és látszólag jelentés nélküli tünetek mögött az egész embert lássa, nagy empátiával átérezze szenvedéseit és konfliktusait, a tüneteket pedig nem csupán a személy élettörténetének, hanem a tágabb szociális és kulturális összefüggések kontextusában értelmezze. Freud ebben az értelemben ismeretlen területeket felfedező és meghódító kalandor volt. „Egyáltalán nem vagyok a tudomány embere, nem vagyok sem megfigyelő, sem kísérletező, és nem is vagyok gondolkodó. Alkatom szerint nem vagyok más, mint egy konkvisztádor, vagy, ha le akarja fordítani a szót, kalandor, az ilyen embernek minden kíváncsiságával, merészségével, makacs kitartásával” – írta magáról egyik levelében.

## Módszere
A pszichoanalitikus iskola alapelmélete, hogy az elfojtás révén tudattalanná váló emlékek és motivációk nagy hatással vannak a személy viselkedésére. Bizonyos tudattalan gondolatok és emlékek – különösen a szexuális és agresszív jellegűek – neurózis forrásává válhatnak, ugyanakkor a neurózisok kezelhetőek a tudattalan gondolatok és emlékek felszínre hozásával. Erre irányuló módszerét nevezte el pszichoanalízisnek. Kezdetben Freud – kollégája, Breuer nyomán – hipnózissal dolgozott. Később úgy látta, hogy nem mindenki hipnotizálható, s hogy hipnózissal nehéz tartós eredményeket elérni. Zavarta az is, hogy a paciensek nem emlékeznek élményeikre. Felfedezte, hogy az elfojtott, tudattalanná vált emlékek szabad asszociáció révén is felszínre hozhatóak. Ebben alapvető jelentőséget tulajdonított az álomfejtésnek, ezt nevezte a tudattalanhoz vezető „via regia”-nak, királyi útnak. Hasonlóképp jelentést tudott tulajdonítani az elvétéseknek, s a terápiában fel tudta használni azokat.

## Freud nézetei
1. Freud az ún. topográfiai modellben szemléltette a lélekről alkotott elgondolásait. A tudatos, a tudatelőttes és a tudattalan hármasságát különítette el. Strukturális modelljében háromféle énről beszél: ezek az Id (Ösztön-én), Ego (Én) és Superego (Felettes-én). Mindegyik az Idből alakul ki a gyermeki fejlődés folyamán és különböző funkciókat töltenek be .Ezek a fogalmak alkotják a represszióval, cenzúrával, szublimációval és a szexualitás hipotézisével együtt a Freudi-emberkép kereteit.
2. Az Én a józan állapot és a hatékony tevékenységek központja. A Felettesén az erkölcsi előírások és a szülői ideál (később énideál) forrása, idealisztikus elveket képvisel. Az Ösztön-én a szenvedélyek, vágyak forrása, hedonisztikus elvek vezérlik, nem tud késleltetni. Az Én a Felettes-ént és az Ösztön-ént köti össze, és igyekszik ezek a feszültségi különbségeit harmóniába hozni a realitáselv alapján.
3. Amikor az Ösztön-én túl nagy harcban áll a Felettes-énnel, akkor az Én úgy igyekszik kezelni az Ösztön-ént, úgy, hogy a tartalmát a lélek tudatalatti részébe nyomja. Ezt a represszív (elnyomó, elfojtó) folyamatot nevezik cenzúrának.
4. Az elfojtott tartalmak rejtett módszerekkel hatnak ránk. A kreativitás forrása mindenhol az elfojtott érzelmek szublimációjával (nemesítésével, finomításával) magyarázható. A neurózis (idegesség), akkor jelentkezik, amikor a repressziós-szublimációs csatorna valami miatt nem működik kellőképpen. A neurózis oka szexualitás természetű. Ebben az esetben a normális állapotba való visszahozás pszichoanalízissel oldható meg. A pszichoanalízis a Tudattalan kikérdezése, amelyik addig vezet, hogy az analitikus az emlékek felhasználásával és az álomfejtéssel megérti a problémás tartalmat, amelyik kiváltotta a blokádot (akadályt).
5. Leginkább azok a vágyak, érzelmek vannak elfojtva, melyek a vérfertőzéssel kapcsolatosak. Ilyen az Ödipusz-komplexus (a fiú anya iránti vágya) és az Elektra-komplexus (a lány apa iránti vágya).
6. A vallásgyakorlat a megoldás arra, hogy elkerüljük az individuál (egyén) neurózisát. A vallás által a felnőttek saját infantilitásukat (gyermekiességüket) egy egész életre meghosszabbítják. Valamilyen illúzióba való kapaszkodással el lehet kerülni az egyéni neurózist.
7. Az érettség az illúzióink minden gondjának és gondatlanságának lecserélésével történik. Ez a folyamat a realitás és az elégedettség (paradigmája a szexuális élvezet), mint életcélok elérésével történik.
8. Az Erosz (az élvezet, mint életösztön) megfigyelésével Freud szembeállította a Tanatoszt (a halálösztön). Freud az emberi történelmet eme két principium (alapelv) folyamatos harcának eredményeként fogja fel.
9. Pszichoszexuális fejlődési szakaszok: Freud szerint az élet első öt éve meghatározó a személyiség kialakulása szempontjából. Később már stabilabb a személyiségstruktúra és jobban ellenáll az őt érő hatásoknak. Kisiskolás kor: latencia szakasz: az energiák az új készségek elsajátítására irányulnak. Serdülőkor: genitális szakasz.

Freud azt mondja: „Vágyom, tehát vagyok.” Az Ember ösztön és normák között áll, a vágyak értelmezésének sorozatával áll szemben, a vágy pedig egy olyan megfoghatatlan erő, ami a tudattalanból fakad.
Az elfojtás alapvető értelmezési tevékenységünk, az elfojtásban folyamatosan formálódik a pszichénk, ez a dinamika, feszültség teszi az embereket dinamikussá. A traumák, a lelki zavarok az elfojtás miatt alakulnak ki, mert a felettes én túl erős, nem jut hozzá a tudatalatti energiához, és a dinamika elakad. Ekkor terápiához kell folyamodni.

## Viták munkásságáról
Freud munkássága a 20. század eleji Bécsben meglehetősen vitatott volt, és ezek a viták teljesen napjainkban sem csitultak el.
Tanítványa, Viktor Frankl kiemeli, hogy Freud számára mind a vallásos hit, mind a filozófia nem más, mint a neurózis egyfajta teoretizálása, teologizálása. Számára az élet értelmére irányuló kérdések már eleve a betegség jelei. (Sigmund Freud Briefe 1873–1939) Frankl ezzel szemben azt állítja, hogy ez a szemlélet nem ad választ a beteg valódi kérdéseire, amikor az az értelmet, célt keresi az életben.
Szintén Frankl idézi Gordon W. Allportot, aki szerint elavult Freudnak az a szemlélete, amely a motivációk értelmezésénél pusztán az ösztön-én szempontjára korlátozódik, mert így nem tartja hitelesnek azokat az értékeket, amelyekre irányulva a beteg él. Ez azt jelenti, hogy elveszi a személy azon jogát, hogy higgyenek neki.
Mindezek ellenére nem csak a pszichológia egyik nagy újítójának tartják, de a nyugati gondolkodásra egyik legnagyobb hatással levő alaknak is. Munkásságának eredményei gyakran kerülnek az irodalom és a filozófiai viták fókuszába, vitatva a tudományos és orvosi értéküket. Hatással volt ezen kívül még a szociológiára, antropológiára, politikatudományra, történelemre, irodalomra, művészettörténetre és kritikára.

## Hatása a kultúrában
Freud, tudománytörténeti hatásán túlmenően, meghatározó jelentőségű a huszadik századi nyugati ember önmagáról alkotott képének megalkotásában is. Mindennapjainkból hozzá köthető a tudatalatti jelentőségének, illetve a kora gyermekkori nevelés befolyásának felismerése, részben a gyermekkor kultusza is. Sokáig csak szűk rajongói rétege volt, a dekadencia táplálkozott belőle. Az első világháború után népszerűvé válik, ekkor már szélesebb körben terjed el, a fejlett országok mindegyike átvette a pszichoanalízis eredményeit. A második világháború után a hétköznapi életbe is beépülnek a gondolatai, az '50-es-'60-as években már tömegfilmek alapja is lett, ld. Alfred Hitchcock Psycho című filmjét. A hetvenes években Freud művei komoly inspirációt jelentettek a humántudományban az ún. posztstrukturalista gondolkodás számára, amelyek fontos képviselői többek között Jacques Derrida, Michel Foucault, Jean-Francois Lyotard.

## Magyarul megjelent művei

### 1944-ig
- Pszichoanalízis; ford. Ferenczi Sándor; Nyugat, Bp., 1912
- Pszichoanalízis (ford. Ferenczi Sándor; Dick Manó, Bp., 1915)[6]
- Három értekezés a szexualitás elméletéről; ford., előszó Ferenczi Sándor; Dick, Bp., 1915
  - (Három értekezés a szexualitásról címen is)
- Az álomról; ford. Ferenczi Sándor; Dick, Bp., 1915
- Sigmund Freud összegyűjtött művei; sajtó alá rend. Ferenczi Sándor, Storfer A. József, ford. Takács Mária; Internationaler Psychoanalytische–Somló Béla, Wien–Bp., 1917–1929
  - 1. Bevezetés a pszichoanalízisbe. Huszonnyolc előadás; ford. Hermann Imre; 1917
  - 2. A mindennapi élet pszichopathológiája. Az elfelejtés, elszólás, elírás, babona és tévedés; ford. Takács Mária; 1923?
  - 3. Álomfejtés; ford. Hollós István, átnézte Ferenczi Sándor; 1929
- Totem és tabu; ford. Pártos Zoltán; Dick, Bp., 1918
- A halálösztön és az életösztönök; ford. Kovács Vilma, előszó, ford. átnézte Ferenczi Sándor; Világirodalom, Bp., 1923
- A mindennapi élet pszichopathológiája. Az elfelejtés, elszólás, balfogás, babona és tévedés; ford. Takács Mária, ford. átnézte Ferenczi Sándor; Világirodalom, Bp., 1923
- Lélekelemzési tanulmányok. Dolgozatok a pszichoanalízis főbb kérdéseiről. Írták a magyarországi Pszichoanalitikai Egyesület tagjai; előszó Sigmund Freud; Somló, Bp., 1933
- Önéletrajz; ford. Ignotus, Kovács Vilma; Pantheon, Bp., 1936
- Az ősvalami és az én; ford. Hollós István, Dukes Géza; Pantheon, Bp., 1937
- A lélekelemzés legújabb eredményei; ford. Lengyel József; Pannónia Ny., Debrecen, 1943 (Ampelos könyvek)

### 1945–1989
- Egy illúzió jövője; ford., bev., jegyz. Schönberger István; Bibliotheca, Bp., 1945
- Mózes és az egyistenhit; ford. F. Ozorai Gizella; Bibliotheca, Bp., 1946
- A mindennapi élet pszichopatológiája. Elfelejtésről, elszólásról, elvétésről, babonáról és tévedésről; ford. Gergely Erzsébet, Lukács Katalin, sajtó alá rend., bev., jegyz. Szalai Sándor; Bibliotheca, Bp., 1958
- Pszichoanalízis; vál., bev., jegyz. Simó Sándor, ford. Ferenczi Sándor, Lengyel József, Pártos Zoltán; Kriterion, Bukarest, 1977 (Téka)
- Esszék; tan. Hermann István: Freud, az esszéista, Buda Béla: Utószó a Freud-válogatáshoz; ford. Bart István et al.; Gondolat, Bp., 1982
  - A vicc és viszonya a tudattalanhoz; ford. Bart István
  - Leonardo da Vinci egy gyermekkori emléke; ford. Vinkár György
  - Rossz közérzet a kultúrában; ford. Linczényi Adorján
  - A pszichoanalízis foglalata; ford. V. Binét Ágnes
- Álomfejtés; utószó Hermann István, függelék Meller V. Ágnes, ford. Hollós István; Helikon, Bp., 1985
- Bevezetés a pszichoanalízisbe; sajtó alá rend. Varga Éva, ford. Hermann Imre; Gondolat, Bp., 1986
- Mózes. Két tanulmány; szöveggond., jegyz. Ara-Kovács Attila; Európa, Bp., 1987 (Mérleg)
  - Mózes; ford. F. Ozorai Gizella
  - Michelangelo Mózese; ford. Kertész Imre
- Önéletrajzi írások;[7] ford. Buda Béla et al.; Cserépfalvi, Bp., 1989 (Kontextus könyvek) 
  - A pszichoanalitikai mozgalom történetéhez
  - A pszichoanalízis rövid vázlata
  - Ellenállás a pszichoanalízissel szemben

### 1990–
- Önéletrajzi írások; ford. Buda Béla et al.; 2. jav. kiad.; Cserépfalvi, Bp., 1990 (Kontextus könyvek)
- Totem és tabu; ford. Pártos Zoltán; Göncöl, Bp., 1990
- Pszichoanalízis. Öt előadás 1909-ben, a worcesteri Clark Universityn; ford. Ferenczi Sándor; Kossuth, Bp., 1990
- A halálösztön és az életösztönök; előszó Ferenczi Sándor, ford. Kovács Vilma; Múzsák, Bp., 1991
- Rossz közérzet a kultúrában; ford. Linczényi Adorján; Kossuth, Bp., 1992
- Stefan Zweig: Sigmund Freud / Stefan Zweig és Sigmund Freud levelezése; ford. Horváth Zoltán, Kajtár Mária; Balassi, Bp., 1993
- Sigmund Freud művei; sorozatszerk. Erős Ferenc; Cserépfalvi–Filum, Bp., 1993–2001
  - 1. Önéletrajzi írások; utószó Pető Katalin; 1993
    - Önéletrajz
    - A pszichoanalitikai mozgalom története
    - A pszichoanalízis rövid vázlata
    - Ellenállás a pszichoanalízissel szemben

  - 2. A patkányember. Klinikai esettanulmányok I.; ford. Alpár Zsuzsa, Lőrincz Zsuzsa, Paneth Gábor, előszó Nemes Lívia; 1994
    - Egy hisztéria-analízis töredéke
    - Egy ötéves fiú fóbiájának analízise. A "kis Hans"
    - Megjegyzések egy kényszerneurotikus esetről. A "patkányember"
    - Pszichoanalitikus megjegyzések egy önéletrajzilag leírt paranoia-esethez. Az úgynevezett "Schreber-eset"

  - 3. A mindennapi élet pszichopatológiája. Elfelejtésről, elszólásról, elvétésről, babonáról és tévedésről; ford. Gergely Erzsébet, Lukács Katalin; 1994
  - 4. A szexuális élet pszichológiája; ford. Ferenczi Sándor, Pető Katalin, Vajda Júlia; 1995
  - 5.Tömegpszichológia. Társadalomlélektani írások; ford. Pártos Zoltán, Szalai István; 1995
    - Totem és tabu
    - Időszerű gondolatok a háborúról és a halálról
    - Tömegpszichológia és én-analízis
    - Kell-e háború?

  - 6. Ösztönök és ösztönsorsok. Metapszichológiai írások; ford. Berényi Gábor, Májay Péter, Szalai István; 1997
  - 7. A farkasember. Klinikai esettanulmányok II.; ford. Bart István, Berényi Gábor, Schulz Katalin; 1998
    - Tanulmányok a hisztériáról. Részletek
    - Egy kisgyermekkori neurózis története. "A farkasember"
    - "Gyereket vernek". Adalék a szexuális perverziók keletkezésének megismeréséhez
    - A női homoszexualitás egy esetének pszichogeneziséről

  - 8. Újabb előadások a lélekelemzésről; ford. Lengyel József, átdolg. Erős Ferenc; 1999
  - 9. Művészeti írások; ford. Bókay Antal et al., szerk. Erős Ferenc, Argejó Éva; 2001
- Három értekezés a szexualitásról; ford., előszó Ferenczi Sándor, utószó Reke Lajos; Kötet, Nyíregyháza, 1995 
  - (Három értekezés a szexualitás elméletéről címen is)
- Albert Einstein–Sigmund Freud: Háború, de miért?; esszé Iszak Aszimov, ford. Bodnár György, Tóth Gergely; Glória, Bp., 1998 (Hírességek levelei)
- Sigmund Freud–Ferenczi Sándor: Levelezés, 1-6.; szerk. Eva Brabant, Ernst Falzeder, Patrizia Giampieri-Deutsch, Haynal André, kéziratátírás Ingeborg Meyer-Palmedo; közread. a Thalassa Alapítvány; Thalassa Alapítvány–Pólya, Bp., 2000–2005
- Sigmund Freud. Válogatás az életműből; vál., előszó, jegyz., bibliográfia Erős Ferenc, ford. Bart István et al.; Európa, Bp., 2003